# Aylsham (Saskatchewan)
Aylsham è un villaggio della provincia canadese del Saskatchewan, nel Saskatchewan centro-orientale.  
Secondo il censimento del 2024, Aylsham ha 86 abitanti.

## Storia
Nel 1921, Aylsham ha istituito il primo ufficio postale, chiamato Aylsham Post Office
Il 4 agosto del 1947, Aylsham è stato ufficialmente incorporato come villaggio.